# 新庄市

新庄市中心部の空中写真。2013年9月20日撮影の28枚を合成作成。
。

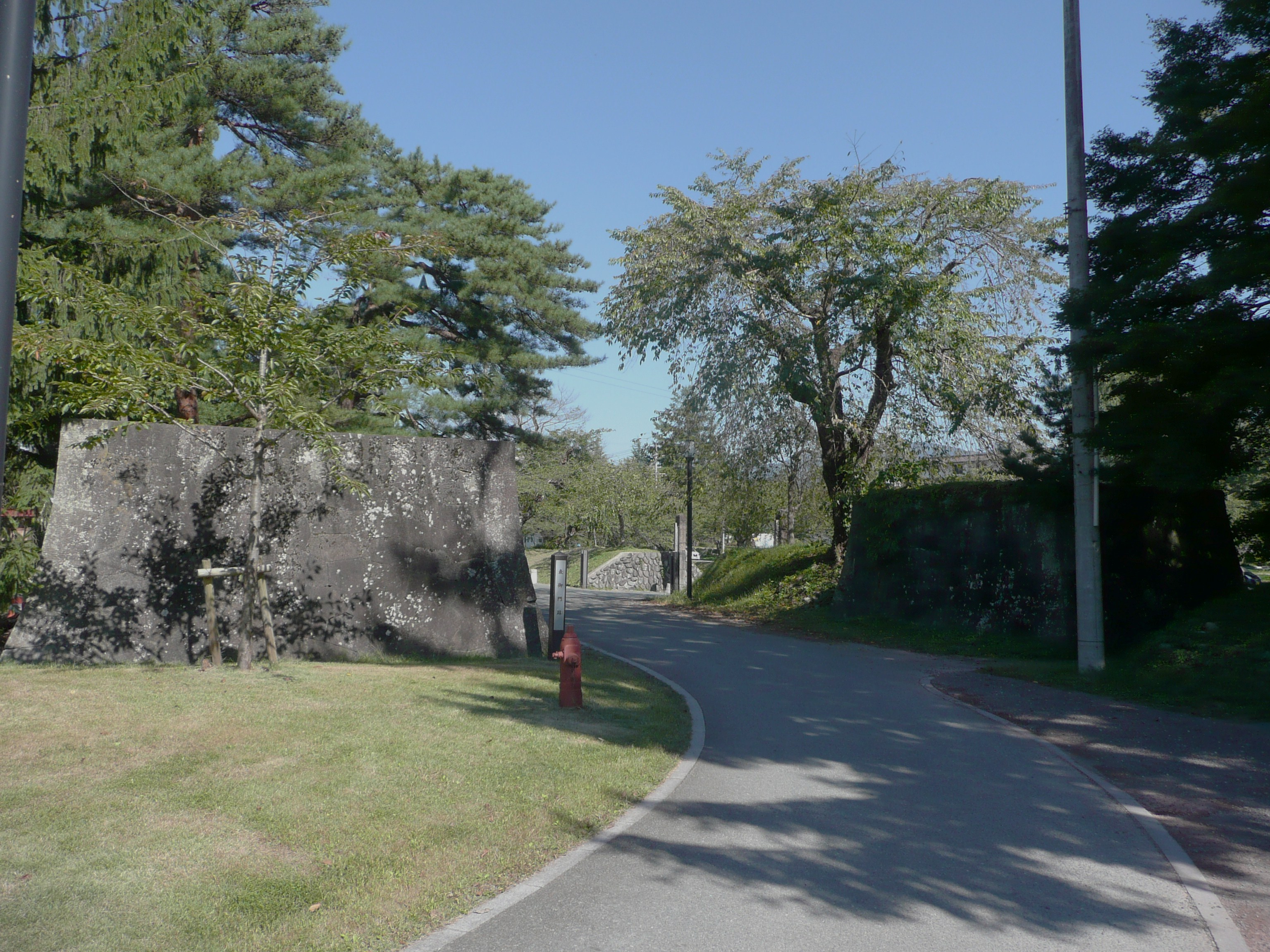
新庄城址

新庄市（しんじょうし）は、山形県の北東にある市。最上地域の中心都市であり、新庄市を中核に最上生活圏を形成している。1949年（昭和24年）市制施行。

## 概要
江戸時代は新庄藩が置かれ、戸沢氏6万石の城下町であった。一方で羽州街道の宿場町でもあり、市南部の本合海集落は最上川水運の主要積出港であった。磐根街道が開削される明治時代初頭までは庄内町清川まで道路がなかったため、本合海河港からの舟運が唯一の交通手段であった。
有数の豪雪地帯で雪深い地域に属し、雪害救済運動発祥の地でもある。そのため「独立行政法人防災科学技術研究所 雪氷防災研究センター新庄支所」が置かれ雪氷防災実験棟で雪崩の発生メカニズムの解明などが行われており、「雪の里情報館」という雪についての学習施設がある。豪雪地域で四方の山に囲まれた土地であるため日本一日照時間が短い町（市町村単位で）とされている。
積雪寒冷地域で日照時間も短いが、環境資源の利活用により地域振興を図る「最上エコポリス構想」が推進されている。早稲田大学や玉川大学のバイオマス研究施設、山形大学の自然に関する教育研究活動や講座を行う「エリアキャンパスもがみ」が開設されるなど研究施設の進出も行われている。
このほか岩手県遠野市と並ぶ東北地方随一の民話の宝庫としても知られ多くの民話の語り部による民話の伝承、記録が盛んに行われており毎年「みちのく民話まつり」が開催される。

## 地理
山形県の北東、山形市の北に位置し最上川中流域の新庄盆地に位置する都市である。市域の東側は神室山を主峰とする神室連峰がある。市街地付近に升形川（戸前川）が流れ、市域の南西部で最上川に合流する。
市の東側に横たわる陣ヶ峰、大森山、杢蔵山、八森山と続く神室連峰の美しい山塊は比較的低標高に高山性植物が植生し神室山へと続く縦貫登山路として整備されており比較的軽装備で気軽に登れる登山ルートとなっている。この山塊の麓にあることから、「葛麓」（かつろく）とも呼ばれている。新庄市からはこの他、鳥海山、月山、葉山を眺めることが出来る。
位置的に南北の交通と東西の交通が交わる要衝で道路網では国道13号と国道47号が交差し、鉄道では奥羽本線が南北に縦断し陸羽西線と陸羽東線が東西に横断する。また新庄駅は山形新幹線の終点である。地理的な特性から最上郡全体からの交通路も新庄市内に集中する構造になっており、最上地方は新庄市への一極集中型である。新庄市は最上郡の消費活動全体を支えていると言え、3万人強の都市規模の割には国道13号新庄バイパス沿いに大型スーパーマーケットや大手量販店が進出している。
- 山：神室山、陣ヶ峰、亀割山
- 河川：最上川、泉田川、升形川

## 気候
寒暖の差が大きく気温の年較差、日較差が大きい顕著な大陸性気候である。降雪量が多く、周辺の自治体と同様に特別豪雪地帯に指定されている。
- 最高気温極値 37.8℃（2023年8月24日、2025年8月4日）
- 最低気温極値 -20.2℃（1976年2月14日）[3]

| 新庄特別地域気象観測所（標高105m、新庄市東谷地田町）の気候 | 新庄特別地域気象観測所（標高105m、新庄市東谷地田町）の気候 | 新庄特別地域気象観測所（標高105m、新庄市東谷地田町）の気候 | 新庄特別地域気象観測所（標高105m、新庄市東谷地田町）の気候 | 新庄特別地域気象観測所（標高105m、新庄市東谷地田町）の気候 | 新庄特別地域気象観測所（標高105m、新庄市東谷地田町）の気候 | 新庄特別地域気象観測所（標高105m、新庄市東谷地田町）の気候 | 新庄特別地域気象観測所（標高105m、新庄市東谷地田町）の気候 | 新庄特別地域気象観測所（標高105m、新庄市東谷地田町）の気候 | 新庄特別地域気象観測所（標高105m、新庄市東谷地田町）の気候 | 新庄特別地域気象観測所（標高105m、新庄市東谷地田町）の気候 | 新庄特別地域気象観測所（標高105m、新庄市東谷地田町）の気候 | 新庄特別地域気象観測所（標高105m、新庄市東谷地田町）の気候 | 新庄特別地域気象観測所（標高105m、新庄市東谷地田町）の気候 |
| 月                                                         | 1月                                                        | 2月                                                        | 3月                                                        | 4月                                                        | 5月                                                        | 6月                                                        | 7月                                                        | 8月                                                        | 9月                                                        | 10月                                                       | 11月                                                       | 12月                                                       | 年                                                         |
| ---------------------------------------------------------- | ---------------------------------------------------------- | ---------------------------------------------------------- | ---------------------------------------------------------- | ---------------------------------------------------------- | ---------------------------------------------------------- | ---------------------------------------------------------- | ---------------------------------------------------------- | ---------------------------------------------------------- | ---------------------------------------------------------- | ---------------------------------------------------------- | ---------------------------------------------------------- | ---------------------------------------------------------- | ---------------------------------------------------------- |
| 最高気温記録 °C （°F）                                     | 13.3 (55.9)                                                | 17.3 (63.1)                                                | 21.0 (69.8)                                                | 30.2 (86.4)                                                | 33.9 (93)                                                  | 33.8 (92.8)                                                | 37.3 (99.1)                                                | 37.8 (100)                                                 | 35.8 (96.4)                                                | 30.1 (86.2)                                                | 22.5 (72.5)                                                | 19.0 (66.2)                                                | 37.8 (100)                                                 |
| 平均最高気温 °C （°F）                                     | 2.0 (35.6)                                                 | 3.0 (37.4)                                                 | 7.1 (44.8)                                                 | 14.5 (58.1)                                                | 20.9 (69.6)                                                | 24.7 (76.5)                                                | 27.7 (81.9)                                                | 29.4 (84.9)                                                | 25.1 (77.2)                                                | 18.4 (65.1)                                                | 11.1 (52)                                                  | 4.4 (39.9)                                                 | 15.7 (60.3)                                                |
| 日平均気温 °C （°F）                                       | −0.8 (30.6)                                                | −0.5 (31.1)                                                | 2.4 (36.3)                                                 | 8.5 (47.3)                                                 | 14.8 (58.6)                                                | 19.3 (66.7)                                                | 23.0 (73.4)                                                | 24.2 (75.6)                                                | 19.9 (67.8)                                                | 13.2 (55.8)                                                | 6.7 (44.1)                                                 | 1.5 (34.7)                                                 | 11.0 (51.8)                                                |
| 平均最低気温 °C （°F）                                     | −3.7 (25.3)                                                | −3.9 (25)                                                  | −1.6 (29.1)                                                | 3.1 (37.6)                                                 | 9.5 (49.1)                                                 | 14.9 (58.8)                                                | 19.3 (66.7)                                                | 20.2 (68.4)                                                | 15.9 (60.6)                                                | 9.1 (48.4)                                                 | 3.0 (37.4)                                                 | −1.2 (29.8)                                                | 7.1 (44.8)                                                 |
| 最低気温記録 °C （°F）                                     | −19.6 (−3.3)                                               | −20.2 (−4.4)                                               | −16.5 (2.3)                                                | −9.3 (15.3)                                                | −2.1 (28.2)                                                | 3.7 (38.7)                                                 | 7.6 (45.7)                                                 | 10.9 (51.6)                                                | 4.1 (39.4)                                                 | −0.8 (30.6)                                                | −5.8 (21.6)                                                | −15.2 (4.6)                                                | −20.2 (−4.4)                                               |
| 降水量 mm （inch）                                         | 238.4 (9.386)                                              | 154.0 (6.063)                                              | 126.7 (4.988)                                              | 97.5 (3.839)                                               | 107.7 (4.24)                                               | 126.0 (4.961)                                              | 219.6 (8.646)                                              | 196.4 (7.732)                                              | 140.5 (5.531)                                              | 156.5 (6.161)                                              | 187.3 (7.374)                                              | 264.0 (10.394)                                             | 2,005.6 (78.961)                                           |
| 降雪量 cm （inch）                                         | 233 (91.7)                                                 | 165 (65)                                                   | 77 (30.3)                                                  | 6 (2.4)                                                    | 0 (0)                                                      | 0 (0)                                                      | 0 (0)                                                      | 0 (0)                                                      | 0 (0)                                                      | 0 (0)                                                      | 12 (4.7)                                                   | 148 (58.3)                                                 | 637 (250.8)                                                |
| 平均降水日数 （≥0.5 mm）                                   | 26.4                                                       | 22.5                                                       | 20.2                                                       | 15.3                                                       | 13.1                                                       | 11.7                                                       | 14.7                                                       | 12.8                                                       | 14.4                                                       | 15.9                                                       | 19.9                                                       | 25.2                                                       | 212.4                                                      |
| 平均降雪日数                                               | 29.4                                                       | 25.1                                                       | 20.3                                                       | 4.6                                                        | 0.0                                                        | 0.0                                                        | 0.0                                                        | 0.0                                                        | 0.0                                                        | 0.0                                                        | 8.3                                                        | 24.7                                                       | 113.0                                                      |
| % 湿度                                                     | 86                                                         | 83                                                         | 77                                                         | 71                                                         | 73                                                         | 77                                                         | 81                                                         | 80                                                         | 82                                                         | 83                                                         | 85                                                         | 87                                                         | 80                                                         |
| 平均月間日照時間                                           | 37.1                                                       | 59.9                                                       | 107.6                                                      | 154.5                                                      | 176.2                                                      | 158.0                                                      | 132.7                                                      | 164.8                                                      | 125.2                                                      | 104.7                                                      | 66.6                                                       | 36.8                                                       | 1,324.6                                                    |
| 出典：気象庁 (平均値：1991年-2020年、極値：1957年-現在)    |                                                            |                                                            |                                                            |                                                            |                                                            |                                                            |                                                            |                                                            |                                                            |                                                            |                                                            |                                                            |                                                            |

## 歴史
新庄の歴史は、15世紀に新庄盆地の中央部に土豪により沼田城（新庄城）が築かれたことに始まる（新庄の名もこれに由来している）。しかし湿地帯の中にあったため中世には城として不適であり最上地方は大蔵村にあった「清水城」、真室川町にあった「鮭延城」、最上川の要衝であった本合海集落にあった「八向楯」等山城により経営されていた。戦国時代には最上義光によりその領地に編入された。
新庄市が最上地方の中心として発達を始めるのは、新庄藩が作られ羽州街道沿いにあった沼田城周辺が城下町として開発されてからである。元和8年（1622年）、戸沢氏が常州松岡（現在の茨城県高萩市）から転封。同9年（1623年）に鮭延城に入るが狭小のため、翌寛永元年（1625年）3月に新庄に城を築く。この時より、250余年に渡る戸沢氏の藩政が始まる。江戸時代を通じて戸沢氏は領国経営に熱心であり、表高6万8200石を実高8万石にまで増やすことに成功した（民謡『新庄ばやし』には「昔ゃ戸沢の8万石よ」の文句がある）。宝暦6年（1756年）、前年の大凶作に喘いだ新庄藩は5代藩主・正諶（まさのぶ）が領民に活気と希望を持たせると共に豊作祈願をするため氏神である天満宮の祭典を行った。これが今日まで続く新庄祭の始まりと伝えられる。
戊辰戦争においては、奥羽越列藩同盟を離れ新政府軍についた。明治元年7月に庄内藩の攻撃を受けて藩主・戸沢正実は秋田藩領内に逃亡し新庄城は陥落、城下町は戦火に大半が焼失した。明治元年9月に庄内藩が新政府に降伏するまでしばらく間庄内藩の管理下に置かれた。
明治4年（1871年）、廃藩置県により新庄県が設置、同9月に山形県に合併される。明治時代に奥羽本線が開通し大正時代に陸羽西線、陸羽東線が開通すると「鉄道の町」として隆盛を極め物資の集積地、養蚕の町、大日本帝国陸軍軍馬も生産する馬産地、豊富な森林資源を活用した木材加工業・家具工業の町としても知られるようになった。昭和時代初頭には近代農業の実験場として新庄市北部の広大な原野を開墾し、当時の最先端の農業技術で農耕を行う国家事業、「昭和開拓」が行われた。
太平洋戦争中には神町海軍飛行場の補助飛行場として新庄市西郊に升形飛行場（600m×30m）、竹形飛行場（800m×60m）と2つの大日本帝国海軍飛行場が存在した。市内の木材加工場では、弾薬箱の製造が行われた。アメリカ軍の空襲が1回あり、6名の犠牲者を出している。
戦後は 1947年（昭和22年）8月16日に昭和天皇の戦後巡幸があり、市内の海外引揚者の寮を慰問、開墾地（合併前の萩野村）などの視察が行われた。昼食には開墾地で収穫されたトウモロコシやカボチャが供された。昭和30年代に入ると周辺の町村を合併し、昭和40年代初頭には人口49,000人に達した。しかし、戦後の産業構造の激変により馬産、養蚕・製糸、木材加工といった産業が軒並み崩壊し農業生産も厳しい状況が続いている。鉄道も施設の合理化や自動化が進み人員削減が進んだ。そうした中で、新庄市の人口は漸減を続けているのが現状である。その一方、工場の誘致も行われており、市内には山形航空電子（日本航空電子工業の子会社）などが進出している。

### 行政区域変遷
- 1889年（明治22年）4月1日 - 町村制の施行により、新庄小田島町、新庄沼田町、新庄五日町村、新庄十日町村、新庄金沢町村、飛田村の区域をもって最上郡新庄町が発足。
- 1948年（昭和23年）12月1日 - 新庄町が最上郡稲舟村を編入。
- 1949年（昭和24年）4月1日 - 新庄町が市制施行して新庄市となる。
- 1955年（昭和30年）4月1日 - 最上郡萩野村を編入。
- 1956年（昭和31年）9月30日 - 最上郡八向村を編入。

### 主な事件
- 山形マット死事件

## 行政
- 市長：山科朝則（2023年9月30日就任、1期目）[8]

### 歴代市長
特記なき場合「歴代市長」による
| 代 | 氏名       | 就任                       | 退任                       | 備考         |
| -- | ---------- | -------------------------- | -------------------------- | ------------ |
| 1  | 松田久蔵   | 1949年（昭和24年）4月1日   | 1950年（昭和25年）1月31日  |              |
| 2  | 戸沢正己   | 1950年（昭和25年）3月21日  | 1954年（昭和29年）1月8日   |              |
| 3  | 木田清     | 1954年（昭和29年）1月31日  | 1965年（昭和40年）11月22日 |              |
| 4  | 高橋喜一郎 | 1965年（昭和40年）12月10日 | 1977年（昭和52年）12月9日  |              |
| 5  | 押切朝吉   | 1977年（昭和52年）12月10日 | 1981年（昭和56年）12月2日  |              |
| 6  | 高橋喜一郎 | 1981年（昭和56年）12月3日  | 1989年（平成元年）12月2日  |              |
| 7  | 高橋榮一郎 | 1989年（平成元年）12月3日  | 2007年（平成19年）8月9日   | 在任中に死去 |
| 8  | 山尾順紀   | 2007年（平成19年）9月30日  | 2023年（令和5年）9月29日   |              |
| 9  | 山科朝則   | 2023年（令和5年）9月30日   | 現職                       |              |

行政機構
- 市長
  - 副市長
    - 総務課
    - 総合政策課
    - 税務課
    - 市民課
    - 福祉事務所
    - 神室荘[要説明]
    - 環境課
    - 健康課
    - 農林課
    - 商工観光課
    - 都市整備課
    - 上下水道課

  - 会計管理者
    - 会計課
- 教育委員会
  - 教育総務課
  - 学校教育課
  - 生涯学習課
- 監査委員

### 市議会
新庄市議会の定数は18名
- 会派

- 組織
  - 常任委員会
    - 総務常任委員会
    - 文教厚生常任委員会
    - 産業建設常任委員会

  - 特別委員会
    - 最上広域市町村圏事務組合
    - 議会報編集委員会
    - 議会図書室運営委員会

### 行政機関

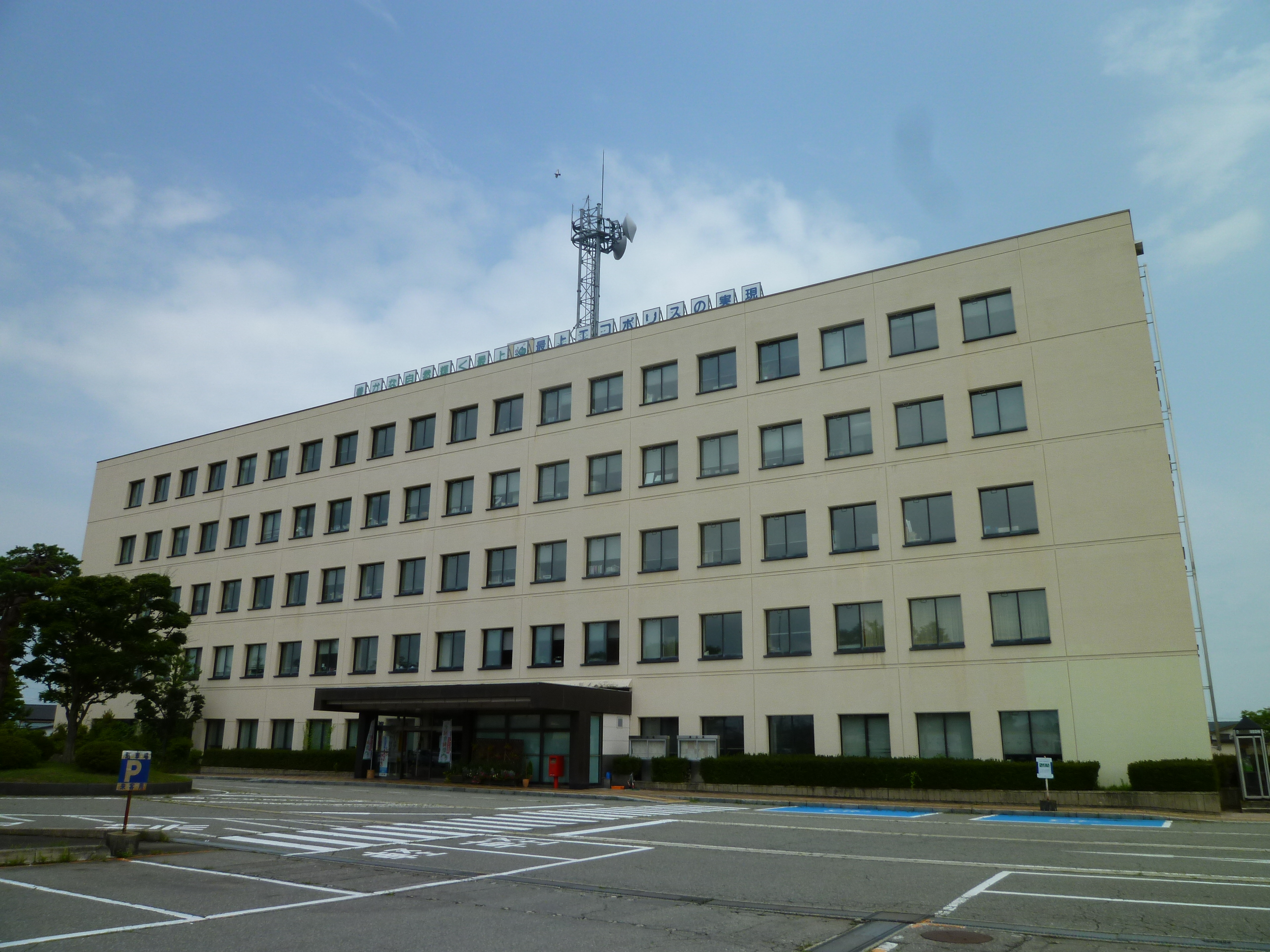
最上総合支庁

- 新庄合同庁舎（厚生労働省、農林水産省、気象庁新庄特別地域気象観測所など）
- 国土交通省東北地方整備局新庄河川事務所
- 法務省
  - 新庄区検察庁
  - 山形地方法務局新庄支局
- 国税庁新庄税務署
- 山形県最上総合支庁
- 山形県警察新庄警察署
- 最上広域市町村圏事務組合消防本部
- 山形県農業研究研修センター 中山間地農業研究部

### 特殊法人および独立行政法人の施設
- 日本年金機構新庄年金事務所
- 独立行政法人防災科学技術研究所雪氷防災研究センター新庄支所（雪氷防災実験棟）

### 友好都市
- 茨城県高萩市
- 奈良県葛城市（旧北葛城郡新庄町）
- 岡山県真庭郡新庄村

## 司法
- 裁判所
  - 新庄簡易裁判所
  - 山形地方裁判所新庄支部
  - 山形家庭裁判所新庄支部

## 郵便
- 新庄郵便局（集配局）
- 泉田郵便局（集配局）
- 本合海郵便局（集配局）
- 新庄金沢町郵便局
- 新庄大町郵便局
- 新庄駅前郵便局
- 新庄大手町郵便局

- 鳥越簡易郵便局
- 角沢簡易郵便局
- 茶屋町簡易郵便局
- 高壇簡易郵便局
- 升形簡易郵便局

## 地域

### 人口
| |                                        |  |
| 新庄市と全国の年齢別人口分布（2005年） | 新庄市の年齢・男女別人口分布（2005年） |  |
| ■紫色 ― 新庄市 ■緑色 ― 日本全国 | ■青色 ― 男性 ■赤色 ― 女性              |  |
| 新庄市（に相当する地域）の人口の推移 \| 1970年（昭和45年） \| 42,120人 \| \| \| 1975年（昭和50年） \| 42,227人 \| \| \| 1980年（昭和55年） \| 42,911人 \| \| \| 1985年（昭和60年） \| 43,033人 \| \| \| 1990年（平成2年） \| 43,125人 \| \| \| 1995年（平成7年） \| 42,896人 \| \| \| 2000年（平成12年） \| 42,151人 \| \| \| 2005年（平成17年） \| 40,717人 \| \| \| 2010年（平成22年） \| 38,850人 \| \| \| 2015年（平成27年） \| 36,894人 \| \| \| 2020年（令和2年） \| 34,432人 \| \| |                                        |  |
| 総務省統計局 国勢調査より |                                        |  |
| 1970年（昭和45年） | 42,120人                               |  |
| 1975年（昭和50年） | 42,227人                               |  |
| 1980年（昭和55年） | 42,911人                               |  |
| 1985年（昭和60年） | 43,033人                               |  |
| 1990年（平成2年） | 43,125人                               |  |
| 1995年（平成7年） | 42,896人                               |  |
| 2000年（平成12年） | 42,151人                               |  |
| 2005年（平成17年） | 40,717人                               |  |
| 2010年（平成22年） | 38,850人                               |  |
| 2015年（平成27年） | 36,894人                               |  |
| 2020年（令和2年） | 34,432人                               |  |

### 健康
- 山形県立新庄病院
- 新庄徳洲会病院（特定医療法人）

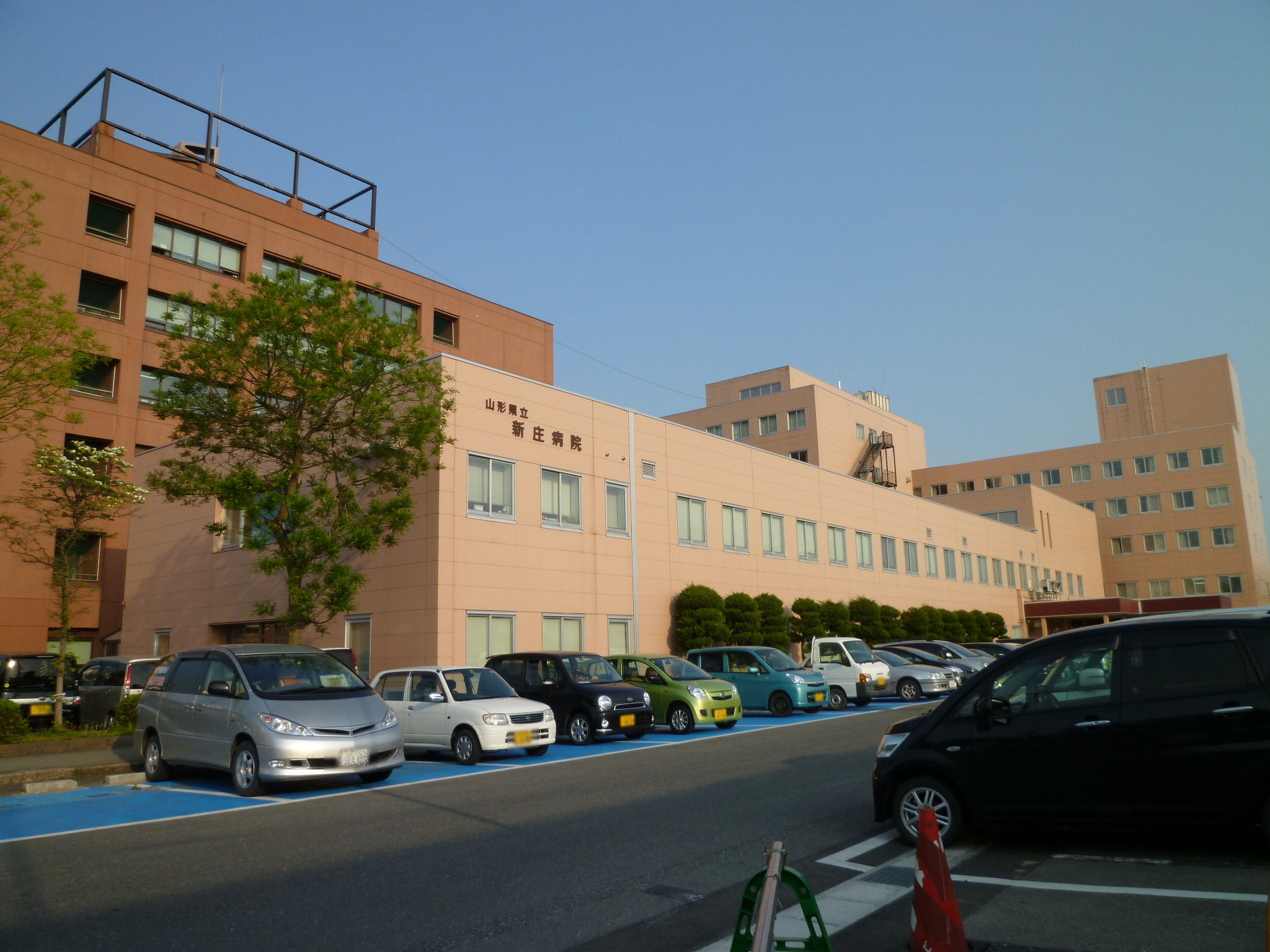
山形県立新庄病院

- 新庄サイクルスポーツセンター（山形県唯一の自転車競技場）
- すぽーてぃあ
- 東山運動公園
  - 新庄市民球場
  - 新庄市陸上競技場
- 新庄勤労者総合福祉センター
- 新庄市農村環境改善センター

### 食べ物
- くぢらもち
- 新庄漬
- 納豆汁
- とりもつラーメン
- 最上但馬牛
- 馬刺し
- とりもつバーガー
- かむてんまんじゅう

### 伝統工芸
- 新庄亀綾織
この織物の最大の特徴は、「縦糸を仕掛ける綜絖(そうこう)と呼ぶ枠を、通常の織物では2枚のところを最低でも4枚組み合わせること」および「通常は糸の段階で染色するが、亀綾織は反物にして  から色を付ける」こと、この2点である。日本経済新聞の2014年10月24日発行の新聞記事の最終面の文化欄でとりあげられた。寄稿者は新庄亀綾織伝承協会の前会長の中部道子。
- 東山焼（天保12年（1841年）より続く）
- 隠明寺凧

### 民謡
- 新庄節
- 新庄ばやし

### 舞踏
- 萩野・仁田山鹿子踊

### 方言
新庄市を中心とした最上地方では新庄弁が話されているが、最上郡内であってもその方言には多かれ少なかれ違いが存在する。新庄市内においても「旧家中」「町方」「在方」で違いがあり、特に旧家中で話された「家中言葉」は他と比してかなりの違いがある。

### 教育
専修学校
- 東北農林専門職大学附属農林大学校（専修学校専門課程、農業者研修教育施設）
- パリス文化服装専門学校
- 新庄コアカレッジ

特別支援学校
- 山形県立新庄養護学校

高等学校
- 山形県立新庄北高等学校
- 山形県立新庄南高等学校
- 山形県立新庄神室産業高等学校
- 新庄東高等学校

中学校
- 新庄市立新庄中学校
- 新庄市立日新中学校
- 新庄市立八向中学校

小学校
- 新庄市立新庄小学校
- 新庄市立日新小学校
- 新庄市立本合海小学校
- 新庄市立升形小学校

義務教育学校
- 新庄市立萩野学園
- 新庄市立明倫学園

2006年3月をもって、角沢小学校は日新小学校と合併を行い廃校となり、2010年3月をもって、山屋小学校も閉校し新庄小学校に吸収された。

2015年3月をもって、萩野中学校、萩野小学校、泉田小学校及び昭和小学校が統合し、萩野学園となった。

2021年3月をもって、明倫中学校、沼田小学校、北辰小学校が統合し、明倫学園となった。

### 金融機関

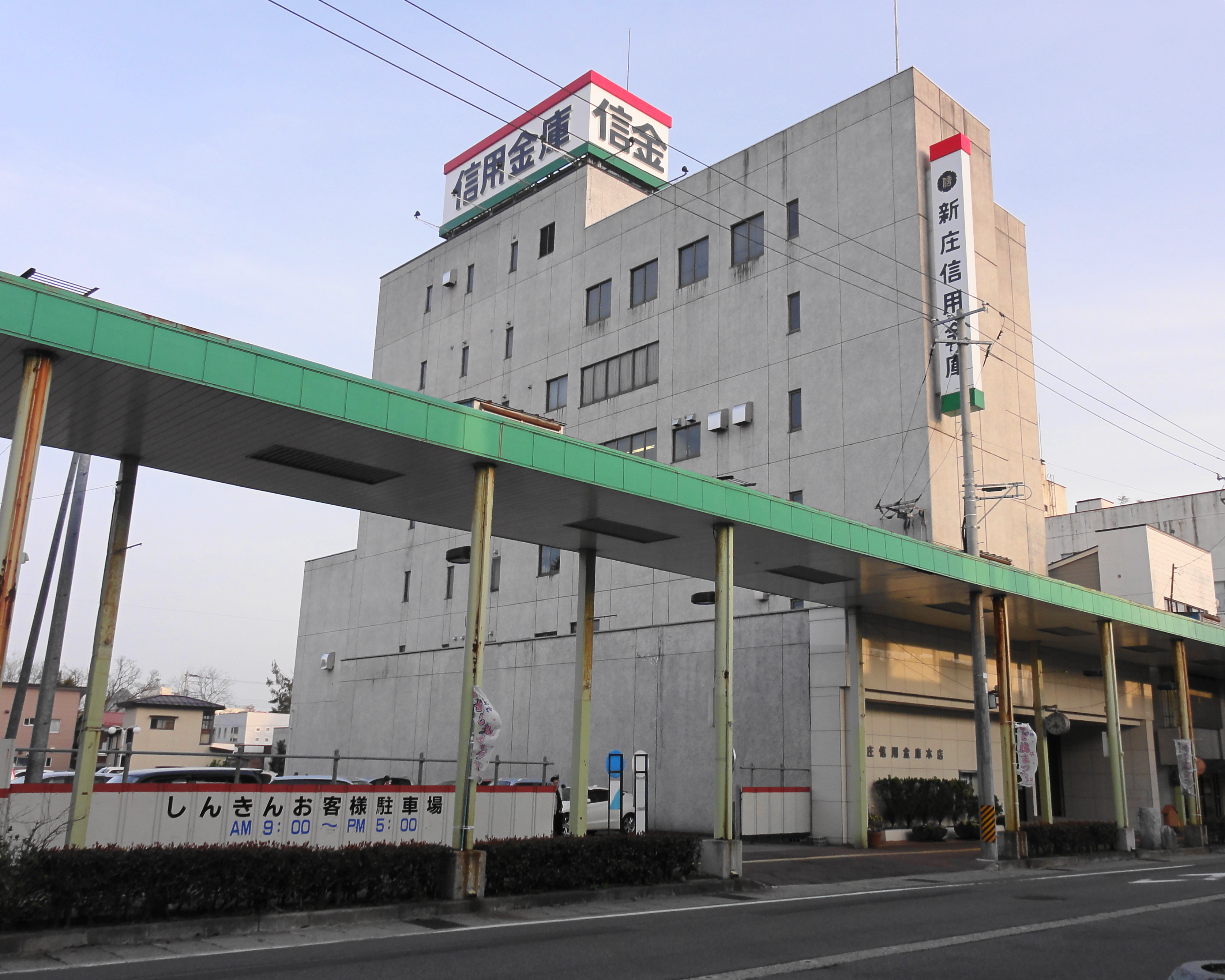
新庄信用金庫

- 山形銀行 新庄市指定金融機関
- 荘内銀行
- きらやか銀行
- 新庄信用金庫
- 東北労働金庫
- 北郡信用組合
- 荘内証券
- 新庄市農業協同組合
- もがみ中央農業協同組合

## 交通

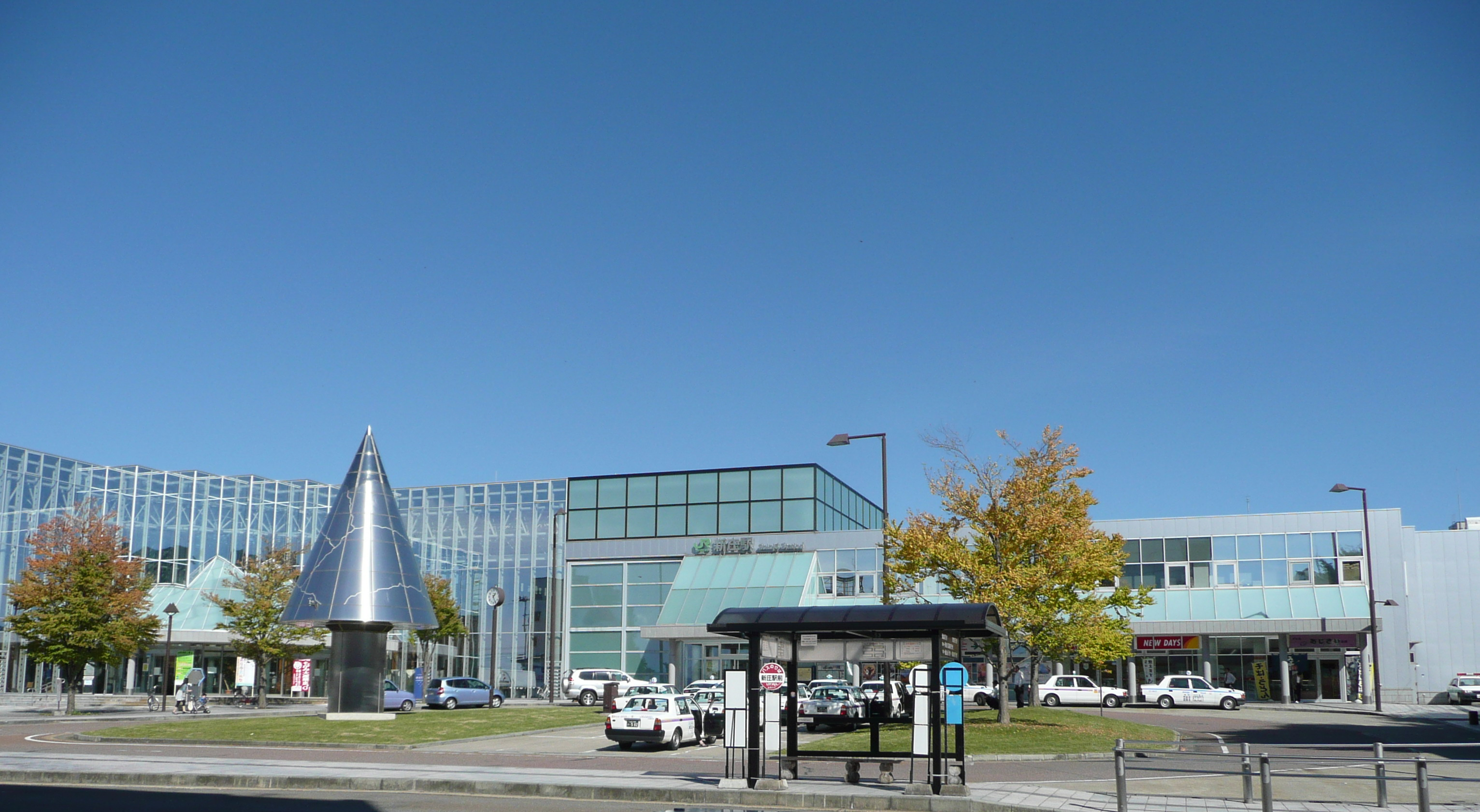
新庄駅

### 鉄道
- 東日本旅客鉄道（JR東日本）
  - 山形新幹線：新庄駅
  - 奥羽本線：新庄駅 - 泉田駅
  - 陸羽西線：新庄駅 - 升形駅 - 羽前前波駅
  - 陸羽東線：南新庄駅 - 新庄駅
- 中心となる駅：新庄駅

### バス
- 山交バス
- 新庄市営バス「かむてん号」
- 鮭川村営バス（新庄輸送サービスが受託）
- 大蔵村営バス（新庄輸送サービスが受託）

### 道路
- 高速道路
  - E13 東北中央自動車道
    - 新庄IC
    - 新庄鮭川IC
    - 新庄真室川IC
- 地域高規格道路
  - 一般国道47号新庄南バイパス（新庄酒田道路）
  - 一般国道47号新庄古口道路（新庄酒田道路）
  - 一般国道47号石巻新庄道路（予定）
- 一般国道
  - 国道13号
  - 国道47号（亀割バイパス）
  - 国道458号
- 県道
  - 主要地方道
    - 山形県道30号大石田畑線
    - 山形県道31号舟形大蔵線
    - 山形県道32号新庄停車場線
    - 山形県道34号新庄戸沢線
    - 山形県道36号新庄次年子村山線
    - 山形県道56号新庄舟形線
    - 山形県道58号新庄鮭川戸沢線

  - 一般県道
    - 山形県道307号土内五日町線
    - 山形県道308号曲川新庄線
    - 山形県道309号角沢鳥越線
    - 山形県道310号瀬見新庄線
    - 山形県道311号萩野泉田停車場線
    - 山形県道312号金沢五日町線
    - 山形県道313号泉田新庄線
    - 山形県道318号新庄長沢尾花沢線
    - 山形県道319号赤坂真室川線
    - 山形県道320号仁田山平岡線
- 農道
  - 最上広域農道
  - 最上東部広域農道

### 空港
- 庄内空港（酒田市・鶴岡市）
- 山形空港（東根市）

## 観光ほか
祭事、イベント

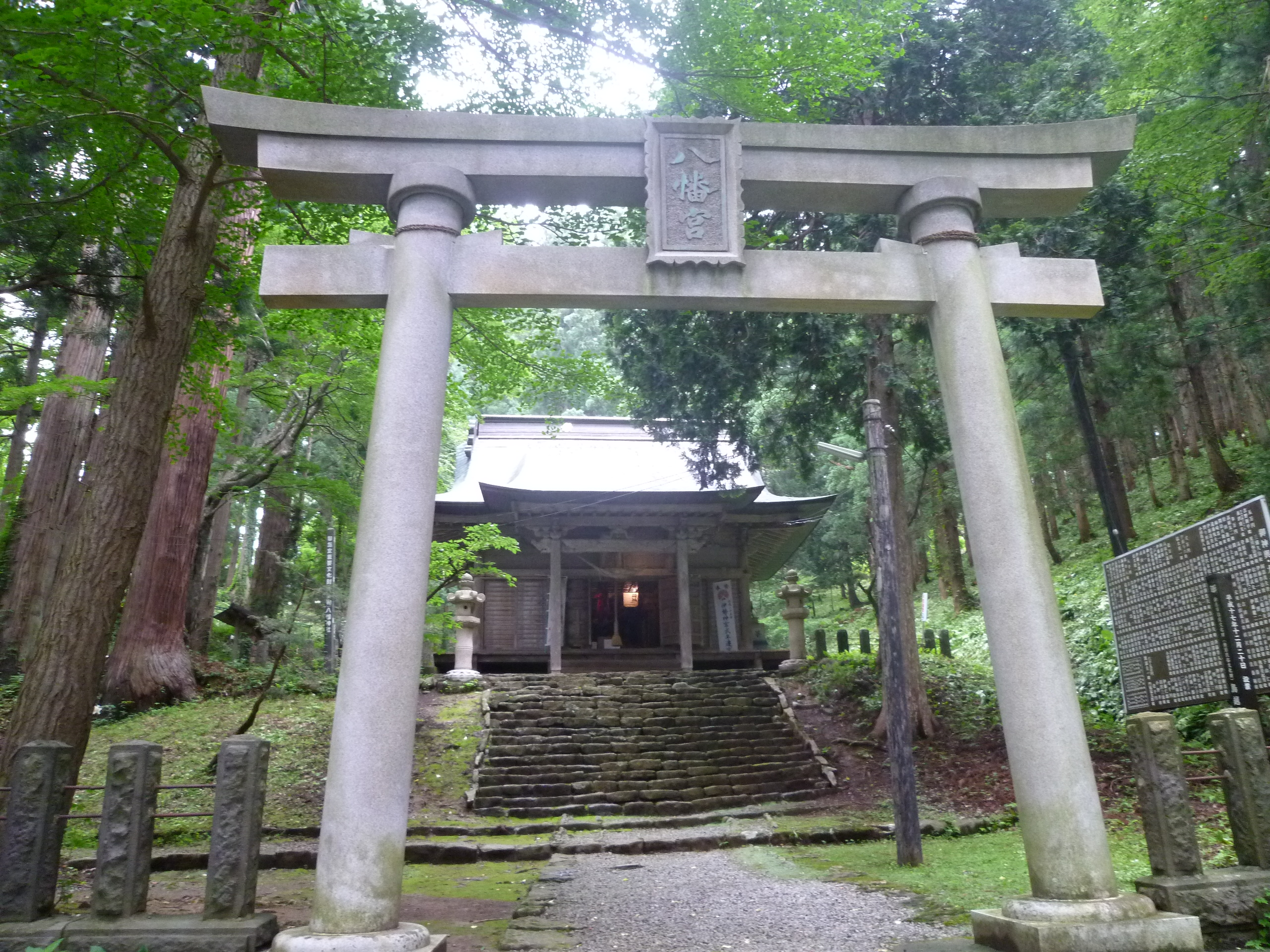
鳥越八幡神社

- 新庄カド焼きまつり（4月下旬 - 5月上旬 最上公園にて開催）
新庄は、豪雪地帯ため、冬期間は鮮魚の入手が困難であった。そのため雪解けと共に入荷するカドを焼いて酒を酌み交わし、桜を眺めながら春の到来を喜ぶ。
- 新庄まつり
宝暦6年（1756年）より始まったと伝えられる祭り。毎年8月24日 - 26日にかけて行われる山車祭である。
- kitokitoMarche
新庄市エコロジーガーデン「原蚕の杜」（旧蚕糸試験場、登録有形文化財）を会場に行っている手づくり市。5月 - 11月の第三日曜日に開催している。
- 新庄そばまつり（11月第一日曜開催）
- 新庄雪まつり（2月第二土曜・日曜開催）
- 新庄100円商店街

名所、旧跡など
- 新庄城趾（最上公園）

- 鳥越八幡神社
- 旧矢作家住宅[14]（国指定重要文化財）
- 新庄藩主戸沢家墓所（瑞雲院および桂嶽寺、国の史跡）
- 泉田の松並木（国道13号沿いにある参勤交代をする東北諸藩の手で植えられた松並木）
- 泉田桜通り（最上公園と並ぶ新庄市の桜の名所）
- 石動神社の杉（大野東人の東征の際に植えられたといわれている樹齢1000年を越える巨木の杉並木）
- 七所明神
応神天皇の第二皇子・大山守命は庄内田川郡で捕らえられ、斬られたという。その際、皇子は遺言を遺す。「我思うところあり。我を七つに切りて、最上鮭延庄に持ち行き七ヶ所に奉祀すべし」。しかし、誤って8つに分けられてしまう。遺体は舟に乗せられ最上川を遡り、舟形に着岸した際8つのうち1つが投げ捨られてしまう。この地は「投げ沢」と呼ばれた。現在の尾花沢市名木沢（なぎさわ）である。新庄を中心にして七ヶ所に、それぞれ大山守命を祀る神社があり、これを七所明神と言う。新庄市宮内に首、新庄市升形に胴、新庄市鳥越（鳥越八幡神社）に左手、新庄市角沢に右手、大蔵村合海に男根、鮭川村京塚に左足、戸沢村松坂に右足が奉祀される。
捕らえられ討たれた地・庄内田川郡では皇子の血が赤く広がったことから「血ヶ原」とよぶようになり、現在の庄内町千河原のもととなったと言われている。この千河原地区では大山守命を安産の神とし、毎年1月に「やや祭り」を行っている。皇子を討った連臣は悔やみ、都へは帰らず最上において一生を終えたという。死後、連臣は祠に祀られており新庄の関屋地区にある濫番連臣堂がこれである。
- おくのほそ道の風景地 本合海（国の名勝）
- 芭蕉乗船の地（本合海集落）
松尾芭蕉は、新庄に逗留中「水の奥氷室尋ぬる柳哉」「風の香も南に近し最上川」の句を詠む。その後、当地から最上川で出羽三山に向かう。松尾芭蕉陶像、黛まどか句碑などがある。
- 源義経の東下り縁の地（鳥越集落、休場集落、亀割峠。休場集落には「判官神社」がある）
- ふるさと歴史センター
- 最上広域交流センター「ゆめりあ」
- 雪の里情報館（旧積雪地方農村経済調査所）
- 道の駅新庄エコロジーガーデン原蚕の杜　
元農林省蚕糸試験場新庄支場　「産直まゆの郷」などがある。[15]。
- 最上中央公園（かむてん公園）

## マスコット
- かむてん
神室山に住む神通力を持った天狗。12月1日生まれ。同市出身の漫画家、冨樫義博によるデザイン[16]。新庄市出身の同作者ファンからの聖地巡礼を見越して制作された[17]。

## 著名な出身者
- 安彦麻理絵（漫画家）
- 阿部ゆたか（漫画家）
- 伊藤賢一（社会学者）
- 井上雅人（バリトン歌手、二期会会員）
- 岡田理知（漫画家）
- 折下吉延（造園家、都市計画家）
- 岸信行（空手家）
- 小磯國昭（陸軍大将、第41代内閣総理大臣、宇都宮市に生まれ、新庄で育つ）
- 小林武史（シンガーソングライター、音楽プロデューサー）
- 小林美樹（テレビ新潟放送網アナウンサー、アイドル、歌手）
- 信夫隆生（水産庁次長、農林水産技術会議事務局研究総務官、農林水産省関東農政局長）[18]
- 庄司永建（俳優）
- 菅根光雄（尾花沢市長）
- 瀬川章友（軍人、陸軍中将）
- 近岡善次郎（画家）
- 冨樫（漫画家、冨樫義博の弟）
- 冨樫義博（漫画家、新庄市マスコット「かむてん」をデザイン）
- 林部智史（シンガーソングライター）
- 平塚広義（東京府知事、台湾総督府総務長官、貴族院勅選議員）
- 松田甚次郎（農民運動家、作家）
- 三上千代（看護師）
- 吉野敏充（アートディレクター、SODアートワークス代表取締役社長）
- 柳家〆治（落語家）
- 竜星涼（俳優）[19]
- 若葉山強（大相撲力士、競輪選手）
- 涌井賀代子（陶芸家）
- 伊藤亮太 (NHKアナウンサー、福島テレビアナウンサー)